# 8-daagse kriskraskaart
De 8-daagse kriskraskaart was net als de Tienertoerkaart een vervoerbewijs voor personenvervoer per trein in Nederland maar dan voor de leeftijdscategorie 20-64. Voor de leeftijdscategorie 65 jaar en ouder en 4 tot en met 11 jaar bestond er een kaart met gereduceerde tarief. In tegenstelling tot de Tienertoerkaart bestond er ook een 1e klas versie.
De Nederlandse Spoorwegen (toen nog de treinvervoerder voor heel Nederland) introduceerden de 8-daagse kriskaart al voor 1969 maar heette toen nog 8-daags Algemeen Abonnement. In de zomervakantieperiode (juni, juli en augustus) kon men met die kaart 8 aaneengesloten dagen onbeperkt door geheel Nederland reizen met alle treinen uit de normale dienstregelingin de eerste of tweede klas alsmede op de NS busdienst. Op het streekvervoer van de NS-dochters en sommige particuliere maatschappijen en veerdiensten gold sinds 1 januari 1972 half geld (onder meer de boot Enkhuizen-Stavoren). De prijs van de 8-daagse kriskraskaart bedroeg aanvankelijk 40 gulden. Elk jaar had de kaart een andere kleur. Wel was een NS-identiteitsbewijs met pasfoto noodzakelijk. De kaart werd elke zomer vele malen verkocht en stelde reizigers in staat kennis te maken met het openbaar vervoer en in alle uithoeken van Nederland vrienden, geliefden, familieleden of bezienswaardigheden te bezoeken. In 1974 bedroeg de prijs in de tweede klas 48 gulden.
De 8-daagse kriskraskaart werd later vervangen door het algemeen weekabonnement, dat inmiddels ook is afgeschaft. Ook zijn er formules geweest als Lentetoer, Zomertoer of Herfsttoer. 